# Il a conquis le monde
Pour plus de détails, voir Fiche technique et Distribution.
Il a conquis le monde (It Conquered the World) est un film de science-fiction américain, sorti en 1956 et réalisé par Roger Corman.

## Synopsis
Le Dr Tom Anderson, un scientifique aigri, a pris contact avec une créature vénusienne, tout en utilisant son émetteur radio. Le plan secret de l’extraterrestre est de prendre le contrôle total de la Terre en asservissant l’humanité à l’aide de dispositifs de contrôle mental ; L’extraterrestre prétend qu’il désire simplement apporter la paix au monde en éliminant toutes les émotions. Anderson accepte d’aider la créature et a même l’intention de lui permettre d’assimiler sa femme Claire et son ami le Dr Paul Nelson. Le Vénusien perturbe toute l’énergie électrique sur Terre, y compris les véhicules à moteur, laissant le Dr Nelson se résoudre à faire du vélo.
Après avoir évité une créature volante ressemblant à une chauve-souris qui porte le dispositif de contrôle de l’esprit, le Dr Nelson rentre chez lui pour trouver sa femme, Joan, nouvellement assimilée. Elle tente de forcer sa propre assimilation en utilisant une autre créature-chauve-souris en sa possession, et il est forcé de la tuer en légitime défense. À ce moment-là, les seules personnes qui sont encore libérées de l’influence du Vénusien sont Nelson, Anderson, la femme d’Anderson, Claire, et un groupe de soldats de l’armée stationnés dans les bois voisins.
Nelson finit par persuader le paranoïaque Anderson qu’il a fait une horrible erreur en faisant aveuglément confiance aux motivations du Vénusien, s’alliant avec une créature déterminée à dominer le monde. Lorsqu’ils découvrent que la femme de Tom, Claire, a apporté un fusil à la grotte de l’extraterrestre afin de le tuer, ils la suivent précipitamment, mais la créature la tue avant qu’ils ne puissent la sauver. Voyant la perte de tout ce qui lui est cher, le Dr Anderson attaque vicieusement le Vénusien en tenant un chalumeau sur le visage de la créature ; Anderson meurt de la main de l’extraterrestre alors qu’il expire. Arrivant sur les lieux trop tard pour sauver son ami, Nelson réfléchit tristement à la façon dont les idéaux erronés d’Anderson ont conduit à la mort et à la dévastation, et songe qu’une solution aux problèmes de l’humanité doit finalement être trouvée par l’humanité elle-même.

## Fiche technique
- Titre original : It Conquered the World
- Titre français : Il a conquis le monde[1]
- Réalisation : Roger Corman
- Scénario : Lou Rusoff et Charles B. Griffith (non crédité)
- Producteur : Roger Corman
- Distribution : AIP
- Musique : Ronald Stein
- Photo : Frederick E. West
- Montage : Charles Gross
- Décors : Karl Brainard, Larry Butterworth
- Costume : Karl Brainard, Paul Blaisdell (effets spéciaux)
- Langue : Anglais
- Dates de sortie :
  - États-Unis : 15 juillet 1956
  - France : 13 mars 1964[1]

## Distribution
- Peter Graves : Dr. Paul Nelson
- Lee Van Cleef : Dr. Tom Anderson
- Beverly Garland : Claire Anderson
- Sally Fraser : Joan Nelson
- Russ Bender : General James Pattick
- Taggart Casey : Sheriff N.J. Shallert
- Karen Kadler : Dr. Ellen Peters
- Dick Miller : First Sergeant
- Jonathan Haze : Corporal Manuel Ortiz
- Paul Harbor : Dr. Floyd Mason
- Charles B. Griffith : Dr. Pete Shelton
- Tomas E. Jackson : George Haskell
- Marshall Bradford : U.S. Secretary Platt
- David McMahon : Gen. Carpenter
- Paul Blaisdell : The Monster (non crédité)

## Autour du film
- En 1966 Larry Buchanan réalise un remake  "Zontar, The Thing from Venus".
- Frank Zappa dédicace au film le morceau "Cheepnis" de son album Roxy & Elsewhere 1973-74.
- Il s'agit de l'un des nombreux films présentés à Snake et au joueur via Para-Medic, le médecin cinéphile après une sauvegarde dans le jeu vidéo Metal Gear Solid 3: Snake Eater.